# Prethopalpus khasi
Espèce
Prethopalpus khasi est une espèce d'araignées aranéomorphes de la famille des Oonopidae.

## Distribution
Cette espèce est endémique du Meghalaya en Inde. Elle se rencontre vers 1 850 m d'altitude dans les Khasi Hills.

## Description
Le mâle holotype mesure 1,22 mm.

## Étymologie
Son nom d'espèce lui a été donné en référence au lieu de sa découverte, les Khasi Hills.

## Publication originale
- Baehr, Harvey, Burger & Thoma, 2012 : The new Australasian goblin spider genus Prethopalpus (Araneae, Oonopidae). Bulletin of the American Museum of Natural History, no 369, p. 1-113 (texte intégral).